# 1973年のイギリスサルーンカー選手権
1973年のイギリスサルーンカー選手権 (1973 British Saloon Car Championship) は、イギリスサルーンカー選手権の16年目のシーズン。3月18日のブランズ・ハッチで開幕し、10月21日の同地における最終戦まで全9戦で争われた。シボレー・カマロをドライブするフランク・ガードナーがタイトルを獲得し、3度のタイトルを獲得した2人目のドライバーとなった。

## 開催カレンダーと優勝者
複数クラスの混走による総合優勝者は太字
| ラウンド | ラウンド | サーキット                 | 開催日   | クラス A 優勝者      | クラス B 優勝者      | クラス C 優勝者                       | クラス D 優勝者                   |
| -------- | -------- | -------------------------- | -------- | -------------------- | -------------------- | ------------------------------------- | --------------------------------- |
| 1        | 1        | ブランズ・ハッチ           | 3月18日  | レス・ナッシュ       | ヴィンス・グッドマン | デヴィッド・ブロディ                  | フランク・ガードナー              |
| 2        | 2        | シルバーストン・サーキット | 4月8日   | ビル・マクガバン     | ヴィンス・グッドマン | アンディ・ロウズ                      | ブライアン・ミュアー              |
| 3        | 3        | スラクストン・サーキット   | 4月23日  | メルヴィン・アダムズ | ピーター・ハンソン   | デヴィッド・ブロディ                  | フランク・ガードナー              |
| 4        | 4        | スラクストン・サーキット   | 5月28日  | ジェームズ・バロウズ | ピーター・ハンソン   | デヴィッド・ブロディ                  | フランク・ガードナー              |
| 5        | 5        | シルバーストン・サーキット | 7月14日  | ビル・マクガバン     | ヴィンス・グッドマン | ジョナサン・ブンカン                  | フランク・ガードナー              |
| 6        | 6        | イングリストン             | 8月19日  | レス・ナッシュ       | ピーター・ハンソン   | ジョナサン・ブンカン                  | フランク・ガードナー              |
| 7*       | A        | ブランズ・ハッチ           | 8月22日  | 開催せず             | ヴィンス・グッドマン | アンディ・ロウズ                      | フランク・ガードナー              |
| 7*       | B        | ブランズ・ハッチ           | 8月22日  | ビル・マクガバン     | 開催せず             | 開催せず                              | 開催せず                          |
| 8        | 8        | シルバーストン・サーキット | 9月23日  | ビル・マクガバン     | ピーター・ハンソン   | ホセ・デ・ウリアルテ エルヴ・ル・ゲレ | デレック・ベル ハラルド・アートル |
| 9        | 9        | ブランズ・ハッチ           | 10月21日 | レス・ナッシュ       | ヴィンス・グッドマン | アンディ・ロウズ                      | ブライアン・ミュアー              |

- 第7戦ではグループ1規定の車両がクラスAと一緒に競争した。 ホルマン「レス」ブラックバーンがクラス優勝した。

## 選手権結果
| ドライバーズランキング | ドライバーズランキング | ドライバーズランキング |
| 順位                   | ドライバー             | ポイント               |
| ---------------------- | ---------------------- | ---------------------- |
| 1                      | フランク・ガードナー   | 66                     |
| 2                      | アンディ・ロウズ       | 45                     |
| 3                      | ピーター・ハンソン     | 45                     |
| 4                      | ヴィンス・グッドマン   | 43                     |

## 参照
1. ↑  “アーカイブされたコピー”. 2011年7月16日時点のオリジナルよりアーカイブ。2010年9月30日閲覧。 Official list of BTCC champions
2. ↑  http://homepage.mac.com/frank_de_jong/Pages/1973%20BSCC.html